# Robbery Homicide Division
Robbery Homicide Division è una serie televisiva statunitense ideata da Barry Schindel e trasmessa dal 27 settembre 2002 al 21 aprile 2003.

## Trama
Il tenente Sam Cole della polizia di Los Angeles, dirige una squadra anticrimine che indaga sui crimini violenti che accadono nella metropoli.

## Episodi
| Stagione       | Episodi | Prima TV USA | Prima TV Italia |
| -------------- | ------- | ------------ | --------------- |
| Prima stagione | 13      | 2002-2003    | 2006            |